# Вейсманизм-морганизм

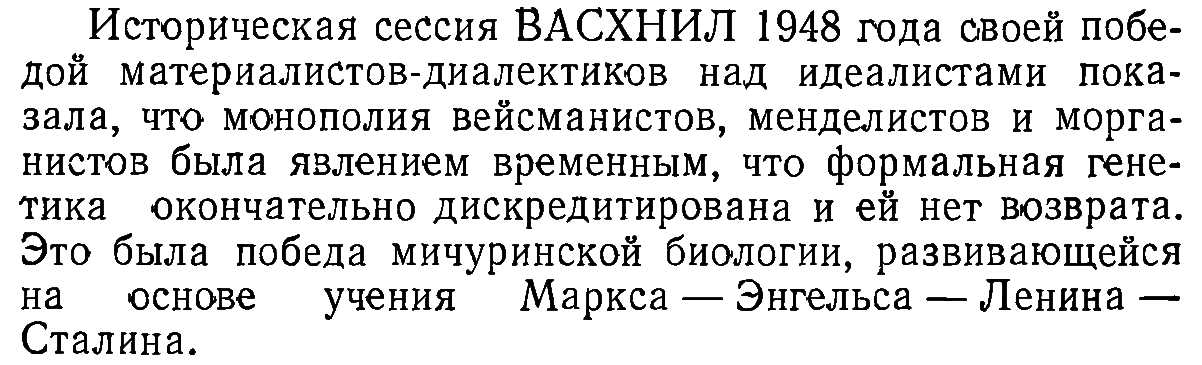
Пример фразеологии: О. Лепешинская, 1952

«Вейсмани́зм-моргани́зм» («вейсманизм-морганизм-мендели́зм») — термин — идеологическое клише, употреблявшийся сторонниками «мичуринской агробиологии» для обозначения классической генетики, которая характеризовалась лысенковцами как «реакционная буржуазная лженаука». Вейсманисты обвинялись в отрицании наследования приобретённых признаков и в том, что они использовали в своих опытах совершенно не имевшую практического значения дрозофилу, а не хозяйственно важных животных.
Название образовано лысенковцами от имён немецкого зоолога Августа Вейсмана, американского биолога, лауреата Нобелевской премии Томаса Ханта Моргана, а также австрийского ботаника и монаха Грегора Менделя — основоположников современной генетики.

## История
Заслугой Вейсмана является доказательство отсутствия наследования приобретённых признаков. Он предполагал, что за наследственность отвечают хромосомы ядра клетки. Хромосомная теория была разработана Томасом Хантом Морганом и она подтвердила предположение Вейсмана. Вейсман также предположил, что воздействия на наследственные факторы клеток могут вызывать изменения, которые могут наследоваться. Одним из тех, кто признавал наследование приобретённых травматических признаков и отвергал доказательства Вейсмана был Иван Владимирович Мичурин. Для доказательства своей точки зрения Мичурин использовал «метод воспитывания» растений, который состоял в воздействии на сеянцы различными факторами. Развитию и распространению идей Мичурина способствовал Трофим Денисович Лысенко и его сторонники. Они создали направление, названное «мичуринская агробиология». Внутри этого направления было созданы «мичуринская генетика» и «мичуринский дарвинизм». Мичуринская агробиология отрицала «закон ненаследования приобретенных признаков Вейсмана-Иогансена» и противопоставляла ему «закон наследования приобретённых признаков Ламарка-Мичурина-Лысенко». Существование генов отрицалось, а хромосомная теория не признавалась. Труды Вейсмана в период лысенковщины невозможно было достать, а на русский язык они не переводились. В отношении учёных, которые поддерживали идеи вейсманизма, были организованы репрессии. Формула «менделизм-вейсманизм-морганизм» использовалась для критики последователей этих учёных. Так, например, в поддержке «вейсманизма-менделизма-морганизма» обвинялись представители «меньшевиствующего идеализма»:344. В 1948 году после сессии ВАСХНИЛ были отстранены от занимаемых должностей многие учёные «проводившие активную борьбу с мичуринским учением», в числе которых В. С. Немчинов, А. Р. Жебрак, И. И. Шмальгаузен, М. М. Завадовский, Д. А. Сабинин, С. Д. Юдинцев, Ю. И. Полянский, М. Е. Лобашев.
Статья в Большой советской энциклопедии 1949 года трактовала вейсманизм как «реакционно-идеалистическое, мистическое по своей сущности, направление в биологической науке, получившее своё наименование по имени его основоположника немецкого биолога А. Вейсмана» и понятие вейсманизм считалось синонимом неодарвинизма. Советская философия рассматривала «вейсманизм-морганизм» не только как буржуазную «идеологическую реакцию на материалистическую теорию развития органических форм материи», но и как антидарвинистское направление биологии, которая «служит целям эксплуататорских классов».
Наряду с некоторыми другими терминами (например, «вирховианство») часто использовался сторонниками «мичуринской биологии» в обличительном контексте:

Возникшие на грани веков — прошлого и настоящего — вейсманизм, а вслед за ним менделизм-морганизм своим острием были направлены против материалистических основ теории развития Дарвина.
Вейсман назвал свою концепцию неодарвинизмом, но по существу она явилась полным отрицанием материалистических сторон дарвинизма и протаскивала в биологию идеализм и метафизику.
…

Сейчас всем становится ясным, что эта сессия знаменует собой полный идейный разгром вейсманизма-менделизма в нашей стране.
— «О положении в биологической науке». Отчёт сессии ВАСХНИЛ. 31 июля — 7 августа 1948 года
Антинаучность представлений школы Лысенко начала развенчиваться на Пленуме ЦК КПСС в октябре 1964 года.
В СССР критика «вейсманизма-морганизма» до 1965 года входила в обязательную школьную программу предмета «Основы дарвинизма».

## Примеры
Эти выражения считались ругательными кличками, о чём писал академик ВАСХНИЛ П. Н. Константинов Сталину (16 июля 1948 года):

Он [Т. Д. Лысенко] превратил в нехорошую кличку слова «менделизм-морганизм» и всех, несогласных с ним, называет этим словом. А работники различных министерств (Министерства с. х. СССР, Министерства высшего образования СССР и др.) поверили этому. И поэтому, если Лысенко назвал вас так хоть раз, то вы уже неполноценный советский человек, неполноценный ученый. … Непонятно, почему объявляется поход против каких-то «формальных генетиков», «менделистов-морганистов».
Идеологическая борьба с так называемым вейсманизмом-морганизмом была официально одобрена в СССР, Сталин писал Лысенко 31 октября 1947 года:

Что касается теоретических установок в биологии, то я считаю, что мичуринская установка является единственно научной установкой. Вейсманисты и их последователи, отрицающие наследственность приобретенных свойств, не заслуживают того, чтобы долго распространяться о них. Будущее принадлежит Мичурину.
 В итоге:

Полный разгром вейсманизма-морганизма в нашей стране оказался возможным потому, что Центральный Комитет нашей партии и лично товарищ Сталин оказали всемерное содействие и поддержку новому прогрессивному, подлинно диалектико-материалистическому направлению в биологической науке.

## В культуре
Теме борьбы с «вейсманизмом-морганизмом» в СССР посвящён роман Владимира Дудинцева «Белые одежды», по которому был снят одноимённый сериал.